# Бульмеринг, Роберт Вильгельм
Вильгельм Роберт фон Бульмеринг (нем. Wilhelm Robert von Bulmerincq; 1862, Курляндская губерния, Российская империя — 1953, Эрмрейт, Бавария) — прибалтийско-немецкий землевладелец, политик, предприниматель.
Занимал должность рижского городского головы с 1913 по 1915 год. Формально возглавлял Ригу до 1917 года, когда начались события, носившие революционный характер. Член регентского совета марионеточного Балтийского герцогства в 1918 году.

## Биография
Родился 30 ноября (12 декабря) 1862 года в богатой аристократической семье в Регенхофе (Гольдингенский уезд Курляндской губернии. Его родственниками были высокопоставленные городские патриции, в том числе и рижские бургомистры, такие, как Иоганн Валентин Бульмеринг (1760—1872); его родной дядя — Август фон Бульмеринг.
Учился в частной школе Чинкша, а затем – в Рижской губернской гимназии (1878—1882). В 1882—1888 годах изучал право в Дерптском университете, был членом студенческой корпорации Курония (Curonia), в которую входили представители преимущественно немецкого дворянского сословия. После окончания юридического факультета в 1888 году отправился в российскую армию — служил в Варшаве в Уланском гвардейском полку. В 1889 году вернулся в Ригу, в 1892 году занял должность секретаря Управления рижских усадеб, в 1907—1911 годах был президентом этой организации. Для Роберта Бульмеринга по проекту профессора Эдуарда Купфера была построена вилла в Кайзервальде (Межапарке) (ул. Эзермалас, 49).
В 1912 году занял должность заместителя рижского градоначальника, которым на тот момент был Джордж Армитстед, после смерти которого до 1913 года фактически исполнял обязанности градоначальника; в 1913 году был избран на эту должность. Продолжил реализовывать план Армитстеда по военно-промышленному развитию. При нём новыми доходными домами в этнографическом ответвлении модерна застраивались разные участки города, например, Форбург, примыкающий к Рижскому порту (район современной улицы Аусекля). Также при Роберте Бульмеринге вынашивались планы по строительству отдельного здания для Третьего городского (латышского) театра.
В связи с началом боевых действий и стремительным приближением линии фронта к Прибалтийским губерниям осенью 1914 года вся верховная гражданская власть в Прибалтийском крае была передана заместителю начальника Двинского военного округа генералу Павлу Григорьевичу Курлову, который организовал масштабную эвакуацию культурных ценностей, промышленных предприятий и учебных заведений из Лифляндии. После его отставки в августе 1915 года в условиях усугубившегося военного конфликта все рычаги гражданского управления в Прибалтике были переданы штабу 12-й армии. Таким образом, Роберт Бульмеринг формально сохранял свои полномочия, хотя де-факто с конца 1914 года он не обладал фактической властью в Риге. В то же время в этот период он смог лично позаботиться о снабжении рижан продовольствием и обеспечении их материалами для отопления жилых домов. В 1915 году Роберт Бульмеринг воспротивился запланированной эвакуации из Риги памятника Петру I, в связи с чем военная администрация приняла решение отправить Бульмеринга подальше из Прибалтики и он был назначен в Иркутск на новую управленческую должность. Официально Бульмеринг не был освобождён от должности рижского градоначальника, а новый так и не был избран (или назначен) вплоть до 1917 года. Только после сдачи Риги и утверждения кайзеровской оккупационной администрации в 1917 году новым градоначальником был назначен Пауль Гопф, и «полномочия» Бульмеринга закончились.
После Февральской революции Бульмерингу было позволено поселиться в Куопио, городе на территории Великого княжества Финляндского. В Ригу он смог вернуться в 1918 году, но вскоре по указанию генерального уполномоченного военного командования Германии в Прибалтике Августа Виннига был отправлен в Берлин в качестве дипломатического представителя Риги. Будучи представителем остзейской землевладельческой аристократии, Бульмеринг был на высоком счету у координаторов немецкой политики в Прибалтийском крае; в 1918 году он вошёл в состав регентского совета Балтийского герцогства, марионеточного государственного образования, которое было провозглашено прибалтийско-немецкими дворянами при поддержке германского оккупационного командования.
В 1919 году, когда намерения немецких авторов проекта «Балтийского герцогства» потерпели неудачу, Роберт Бульмеринг эмигрировал в Германию. Поселился в Штеттине (Щецине), где недолгое время возглавлял редакцию местного печатного издания Baltische Verkehrszeitung. Вскоре стал главным редактором газеты OstseeHandel («Балтийская торговля») – эту должность он занимал до 1940 года.
В 1945 году в числе беженцев отправился в Гольштейн, а затем в Баварию, где и умер — 21 августа 1953 года, в Эрмрейте.